# Mustafë Dervishi
Mustafë Dervishi (ur. 1 stycznia 1920 w Szkodrze, zm. 26 lipca 1943 tamże) – albański nauczyciel, przewodniczący młodzieżówki Balli Kombëtar.

## Życiorys
Był nauczycielem Państwowego Gimnazjum w Szkodrze. W tym czasie również przewodniczył młodzieżówce organizacji narodowo-wyzwoleńczej Balli Kombëtar.
Dnia 26 lipca 1943 roku, dzień po odsunięciu Benita Mussoliniego od stanowiska premiera, miała miejsce w Szkodrze bardzo duża demonstracja, podczas której Dervishi zmarł.

## Upamiętnienia
Przyjaciel Mustafy Dervishiego, poeta Zef Staku napisał wiersz o Dervishim.